# 哈瓦那旧城
哈瓦那旧城（西班牙語：La Habana Vieja）是古巴首都哈瓦那在西班牙殖民统治时期建设和发展起来的地区，同时又是现在哈瓦那城15个行政市中的一个。
1982年，哈瓦那旧城被联合国教科文组织列入《世界遗产名录》，登录名称为哈瓦那旧城及其工事体系。

## 沿革

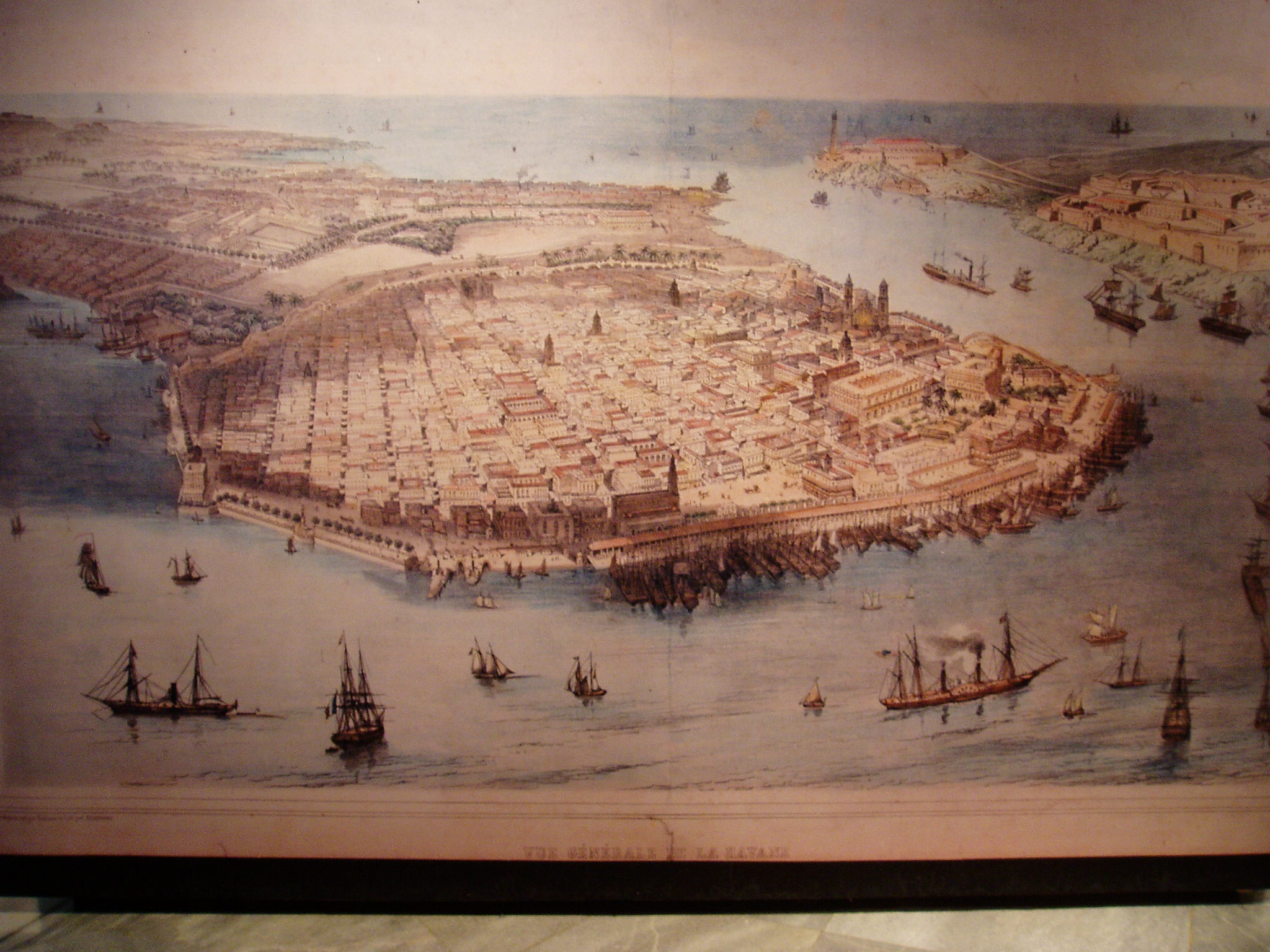
哈瓦那旧城

1519年，西班牙殖民者在古巴北部海岸哈瓦那湾的西边半岛建城，办公的首府位于武器广场的总督官邸。当时，古巴频繁的受到来自海盗和敌国船队的侵袭。于是西班牙人想利用哈瓦那湾开口细长，腹部宽广的特点来“藏”住整个城市。旧城曾经被法国人用两艘大帆船轻易占领，西班牙人开始在海湾出口的两边分别建造起墨龙要塞、圣萨尔瓦多德拉本达城堡和皇家军队城堡等防御工事来抵挡外来入侵，同时又修建起高墙围住整个旧城。城墙每天晚上九点关闭，次日一早开启。由此，哈瓦那旧城集中在海湾西边半岛上发展起来。
20世纪初，由于哈瓦那旧城的街道过于狭窄，无法满足人们对于修建更多酒店等娱乐场所的需要，巴蒂斯塔政权已经决定拆除这一地区，并制定好一些列拆除改造计划。不过，这些计划最终由于卡斯特罗的革命而搁浅。
1959年古巴革命之后，古巴政府将发展中心转移到了农村等广大地区上，哈瓦那旧城的发展和改造逐渐停滞。直到1982年，哈瓦那旧城及其防御工事被联合国教科文组织列入《世界遗产名录》，这一现象才有所改善。九十年代，联合国教科文组织开始为旧城的修整工作提供资金，地方政府也着手实施一系列修复计划。该计划已经挽救了一些频临坍塌的建筑，但仍有600多处建筑物由于风吹雨打和年久失修而倒塌。

### 世界遺產登录基準
该世界遗产被认为满足世界遺產登錄基準中的以下基準而予以登錄：
- （iv）关于呈现人类历史重要阶段的建筑类型，或者建筑及技术的组合，或者景观上的卓越典范。
- （v）代表某一个或数个文化的人类传统聚落或土地使用，提供出色的典范－特别是因为难以抗拒的历史潮流而处于消灭危机的场合。

## 名胜

### 广场
- 武器广场
- 圣弗朗西斯科广场
- 旧广场（Plaza Vieja）
- 主教座堂广场

### 城堡与要塞
- 摩尔三王城堡（Castillo de los Tres Reyes del Morro）
- 聖卡洛斯要塞（Fortaleza de San Carlos de la Cabaña）
- 皇家軍事城堡（Castillo de la Real Fuerza）
- 聖薩爾瓦多·德拉蓬塔城堡（Castillo de San Salvador de la Punta）

### 著名街道
- 普拉多大道（Paseo del Prado）
- 主教街（Calle Obispo）

### 其它
- 旧国会大厦
- 革命博物馆
- 国家美术馆
- 巧克力博物馆
- 哈瓦那大剧院
- 加西亚·洛尔卡剧院（Teatro García Lorca）
- 英国饭店

## 圖冊

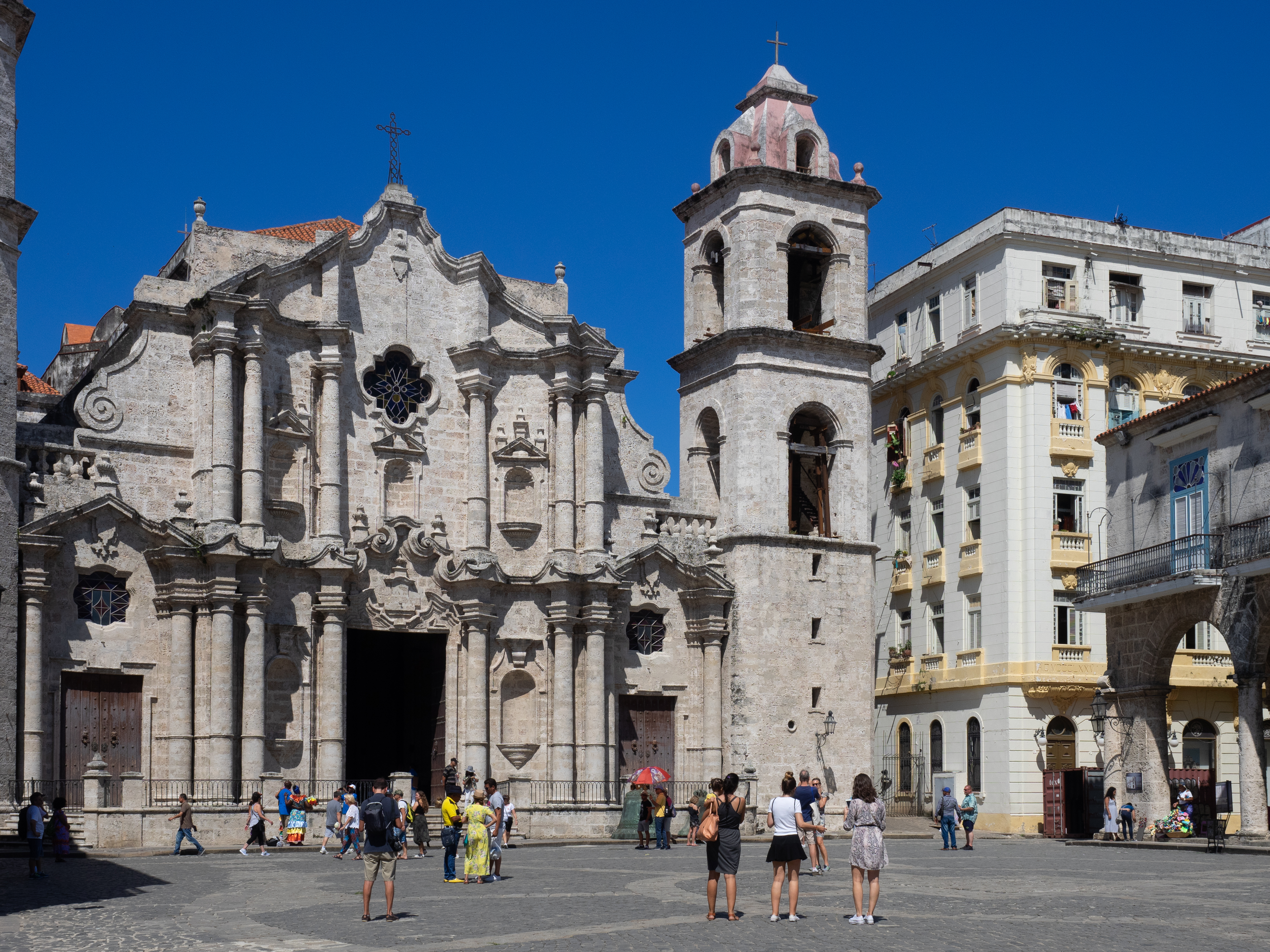
哈瓦那主教座堂
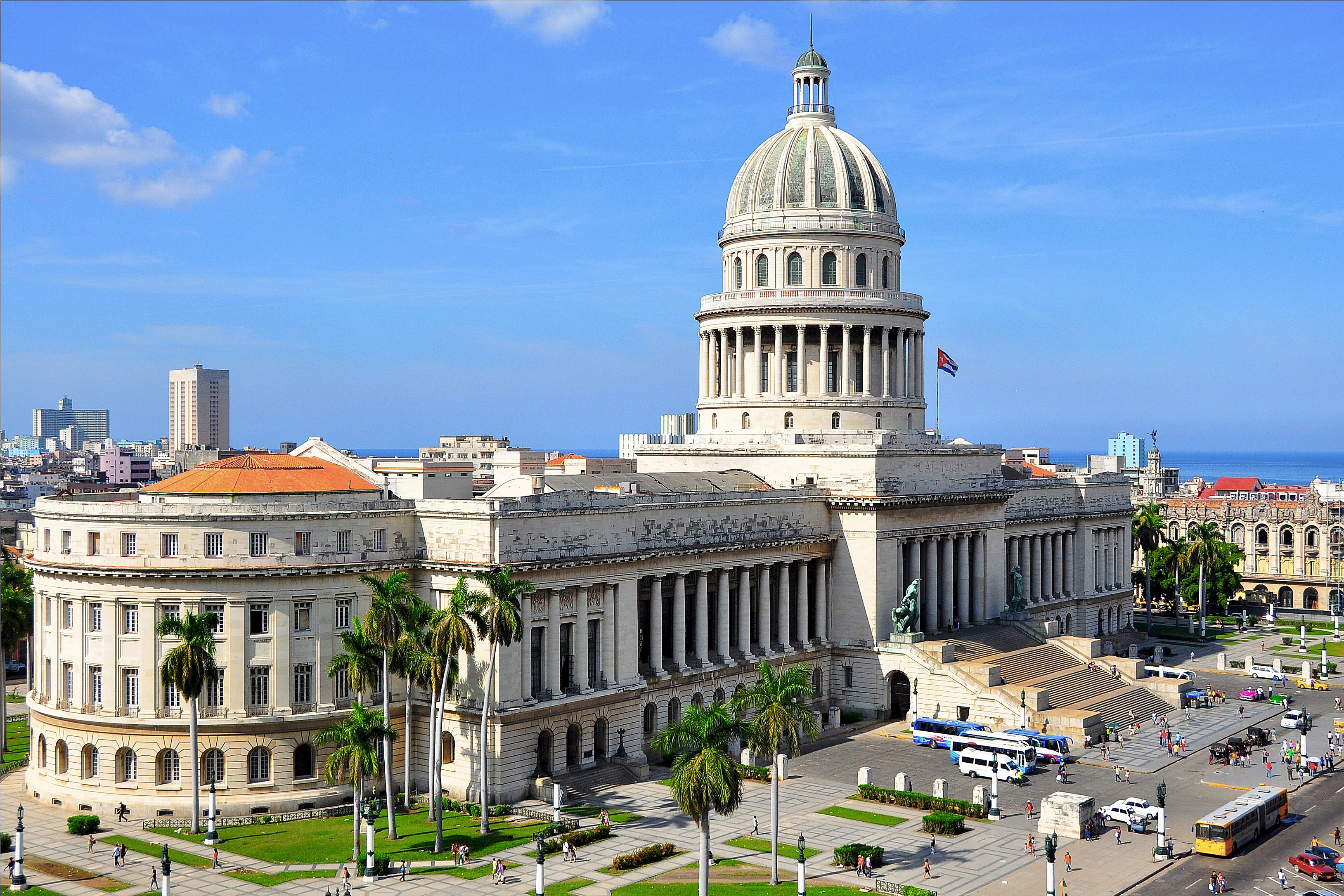
旧国会大厦
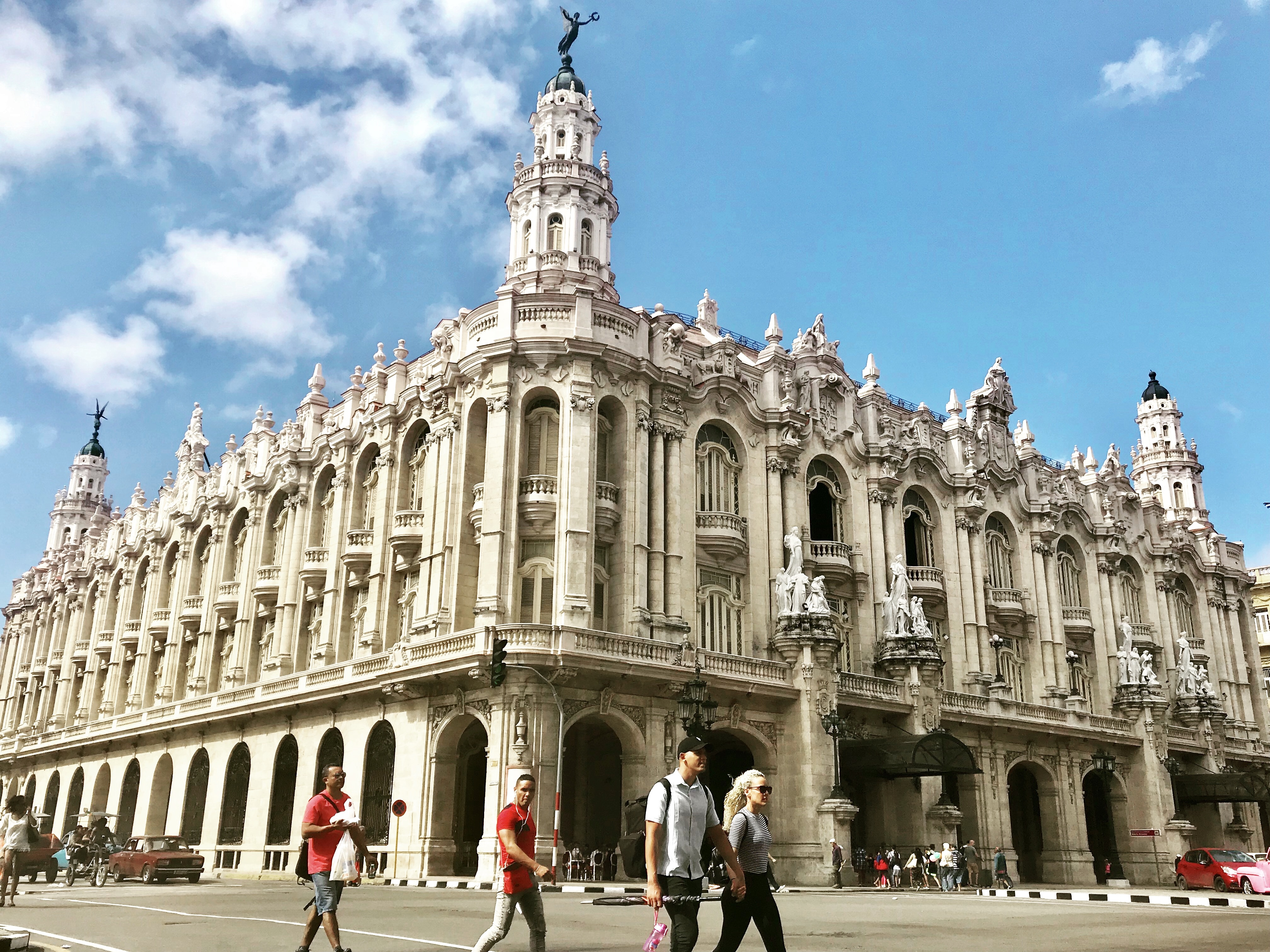
哈瓦那大剧院
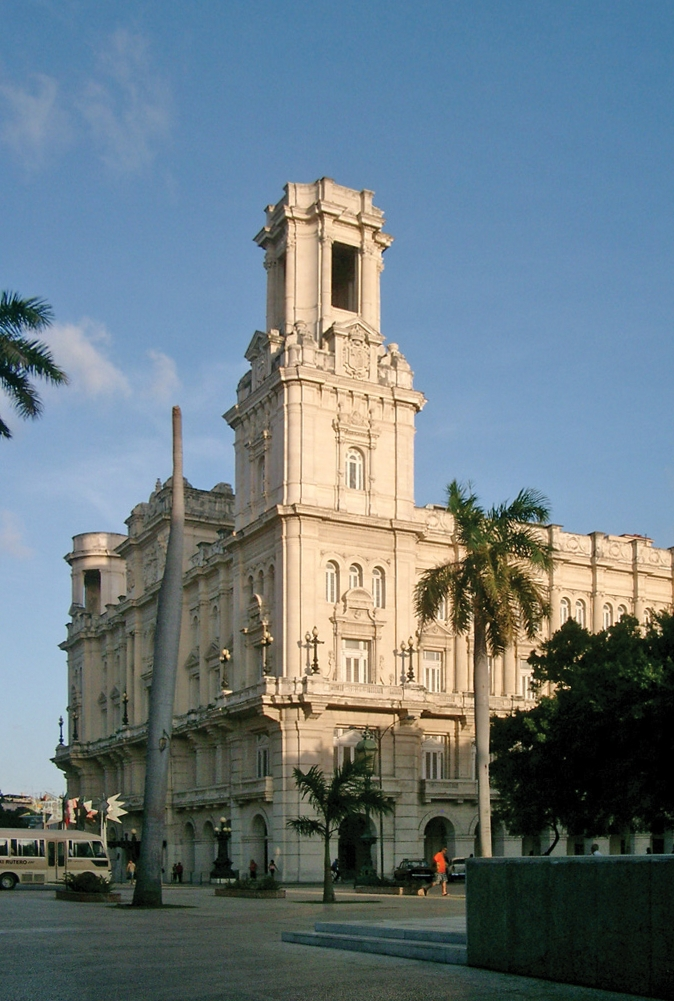
國家美術館

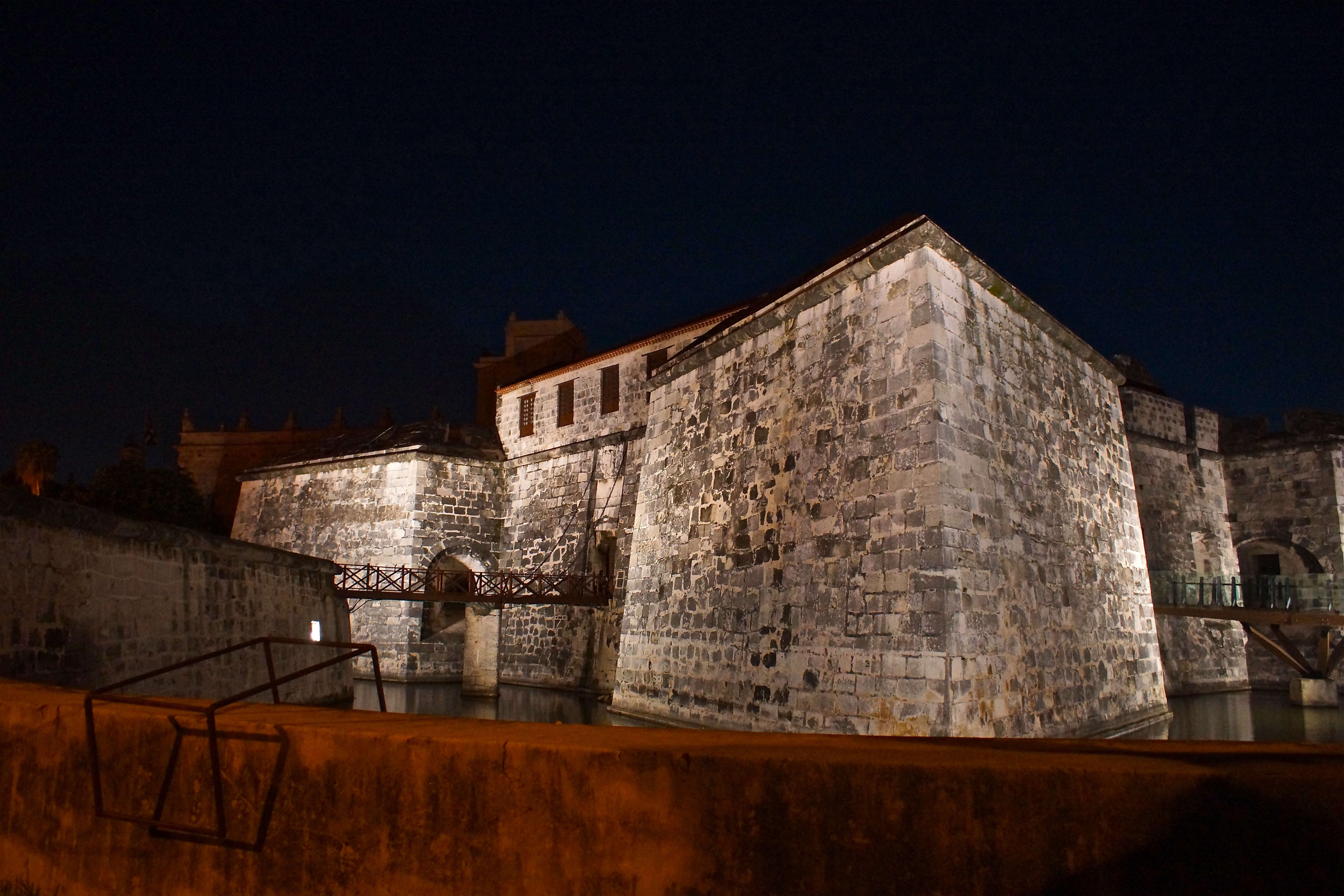
皇家軍隊城堡
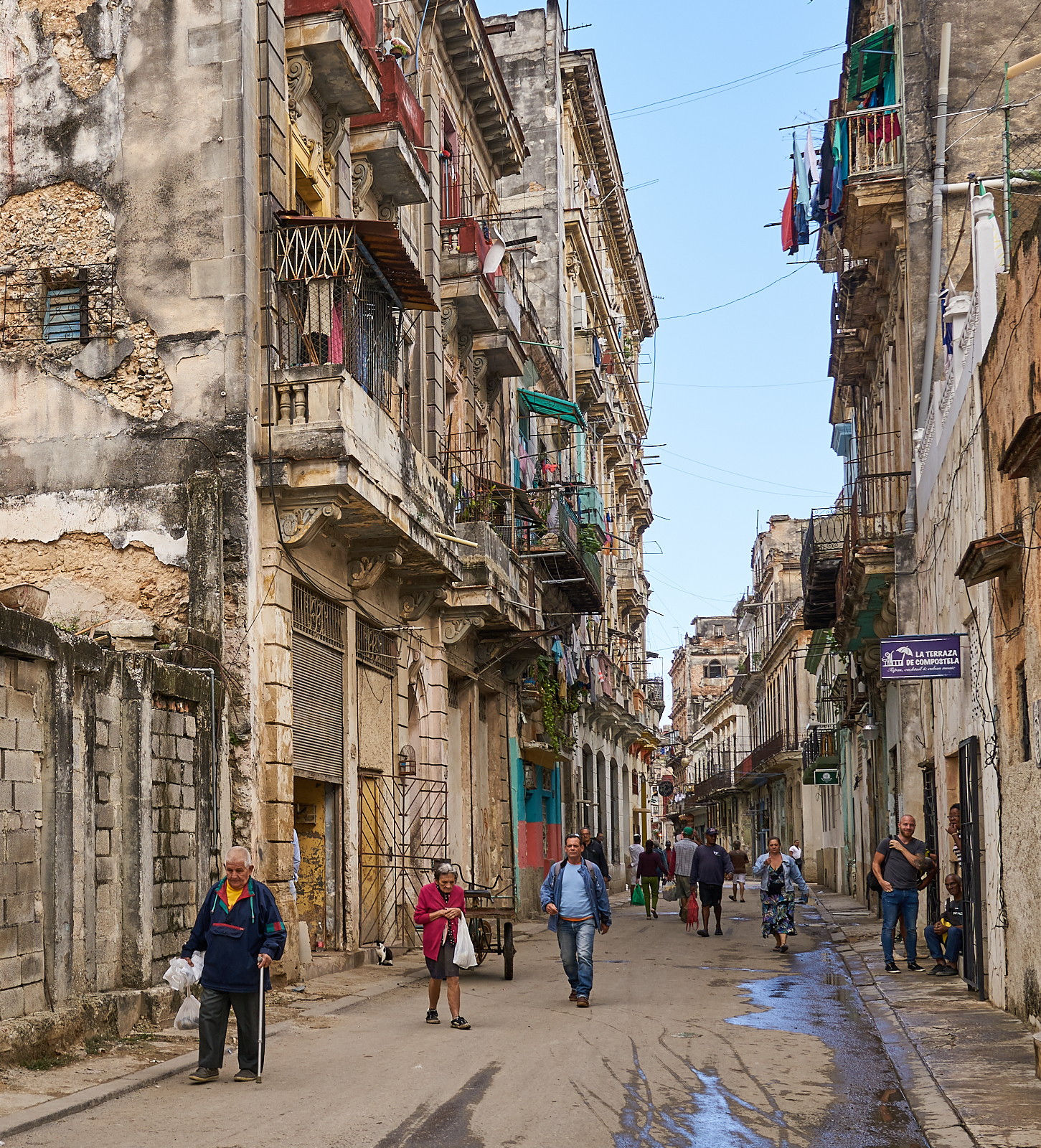
哈瓦那街景
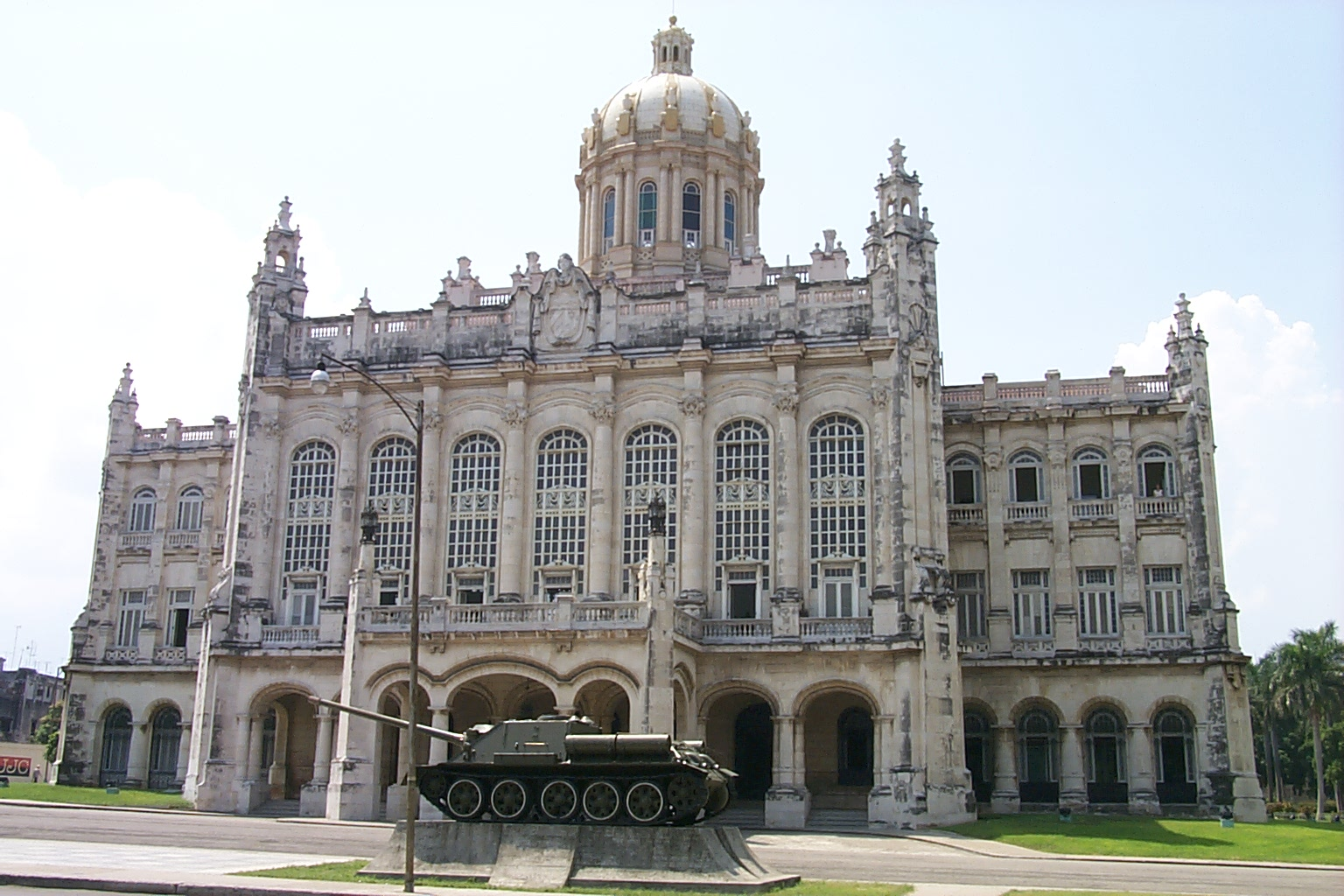
革命博物馆
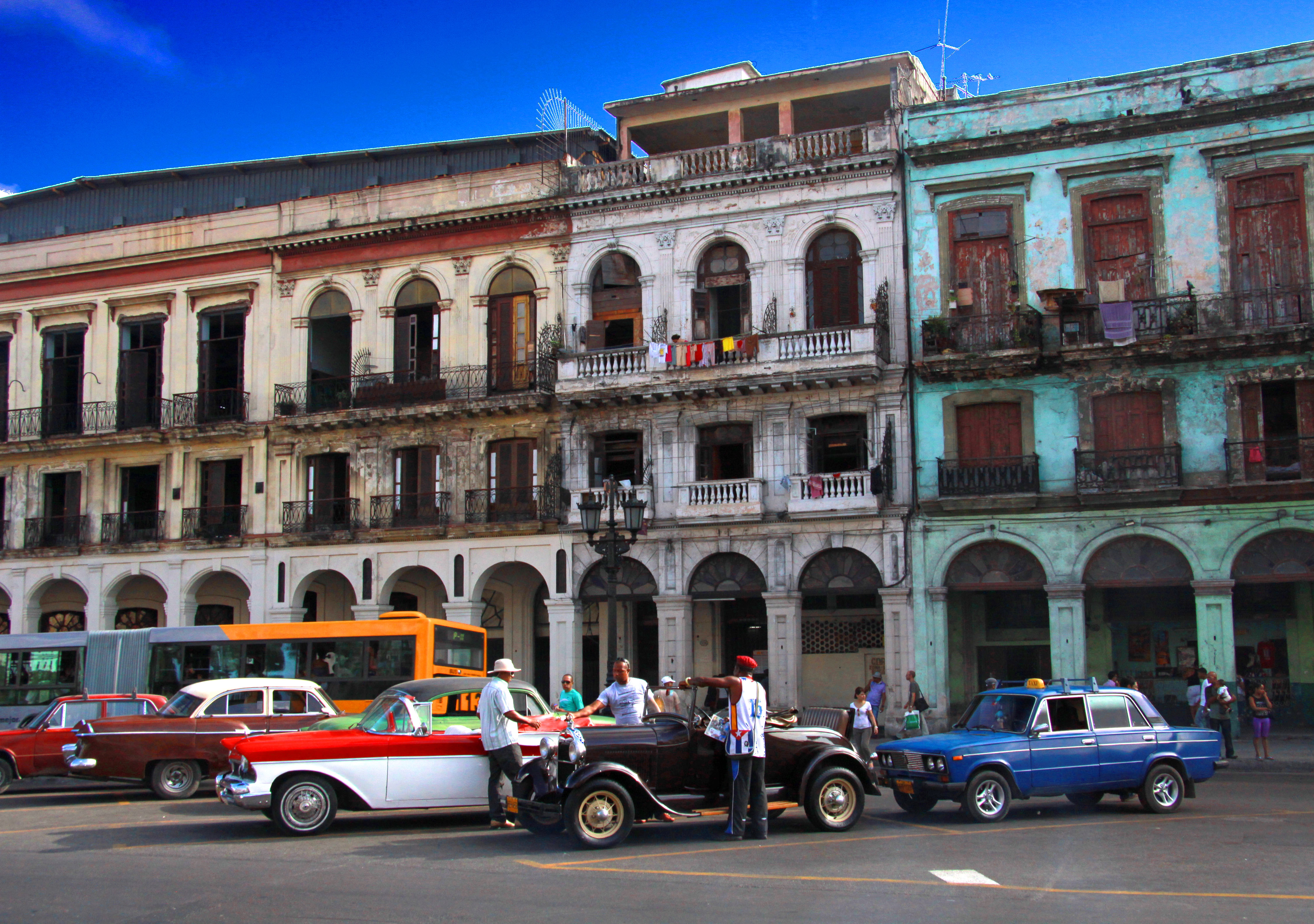
哈瓦那街景